# Tangéritine
La tangéritine  est une flavone polyméthoxylée naturellement présente dans la peau de la tangerine et d'autres fruits du genre Citrus.

## Présence chez les agrumes
La tangéritine n'est présente que chez quelques espèces d'agrumes et l'est inégalement chez divers cultivars (mesurée en poids: mg/g). Elle est absente chez les citrons, les limes, les kumquats, les Poncirus, et quand elle est présente c'est dans le péricarpe, spécialement dans le flavédo. Yiochi Nogata et al. (2006) donnent des concentrations maximales dans les flavédos des mandarines Dancy (31,5 ‰), Ponkan (21,8 ‰), C. tachibana (18 ‰), mais la satsuma ne contient que 0,7 ‰. En dehors des mandarines seuls C. shunkokan  (6,4 ‰) et hyuganatsu (5 ‰) ont des pourcentages notables.

## Pharmacologie
Malgré un faible nombre d'études en double aveugle chez l'homme, des recherches sur les animaux ont montré que la tangéritine pouvait diminuer le taux de cholestérol. Une étude chez le hamster a aussi montré qu'elle montrait des effets protecteurs contre la maladie de Parkinson. 
La tangéritine a aussi montré certaines propriétés anticancéreuses ; des études in vitro, on fait apparaître que la tangéritine pouvait empêcher certains des modes d'adaptation des cellules cancéreuses. La tangeritine induit l'apoptose des cellules leucémiques sans affecter les cellules normales. Elle rétablit aussi les signaux intercellulaires empruntant les gap junctions désactivées dans les tumeurs. Elle agit en bloquant les cellules cancéreuses en phase G1 du cycle cellulaire, empêchant leur réplication.
En résumé, des études in vitro ont montré des effets antimutagènes, anti-invasifs et antiproliferation de la tangeritine.  
Cependant, la tangéritine semble inhiber l'action du tamoxifène, un médicament anti-cancer, et réprime l'activité des cellules tueuses naturelles.
La tangéritine est disponible dans le commerce comme complément alimentaire.